# 1013 a.C.

## Eventos
- Arquipo, filho de Acasto, sucede seu pai como arconte vitalício de Atenas.[1]

## Mortes
- Acasto, segundo arconte vitalício de Atenas, filho de Medonte.[2]